# Guido Alvarenga
Guido Virgilio Alvarenga Torales (ur. 24 sierpnia 1970 w Asunción) – paragwajski piłkarz występujący na pozycji pomocnika.

## Kariera klubowa
Guido Alvarenga zawodową karierę rozpoczynał w 1989 w Cerro Porteño. W 1991 roku przeprowadził się do Argentyny, gdzie został zawodnikiem Deportivo Mandiyú. Latem 1995 roku Alvarenga podpisał kontrakt z CA Banfield. W jego barwach wystąpił w 58 ligowych pojedynkach i zdobył pięć bramek. Następnie paragwajski pomocnik powrócił do Cerro Porteño. W 2000 roku przebywał na wypożyczeniu w japońskim Kawasaki Frontale. Rozegrał dla niego trzynaście spotkań, po czym ponownie wrócił do Cerro Porteño. W 2001 roku Alvarenga podpisał kontrakt z meksykańskim Club León. Występował tam jednak przez krótki okres i po raz trzeci w karierze powrócił do kraju. Jeszcze w 2002 roku wychowanek Cerro Porteño trafił do drużyny ze swojego rodzinnego miasta – Club Olimpia. W 2004 roku Alvarenga odszedł do Club Libertad, by jeszcze w tym samym roku powrócić do Cerro Porteño. Ostatnie lata swojej kariery Paragwajczyk spędził jednak w Olimpii, z którą jeszcze w 2003 roku zwyciężył w rozgrywkach Recopa Sudamericana.

## Kariera reprezentacyjna
W reprezentacji swojego kraju Alvarenga zadebiutował w 1995 roku. W 2002 roku szkoleniowiec Paragwajczyków - Cesare Maldini powołał go do 23-osobowej kadry na Mistrzostwa Świata. Na turnieju tym ekipa „Guarani” dotarła do 1/8 finału, gdzie przegrała z Niemcami 0:1. Na boiskach Korei Południowej i Japonii Alvarenga rozegrał dwa spotkania. W zremisowanym 2:2 meczu z Republiką Południowej Afryki w 66 minucie został zmieniony przez Diego Gavilána, a w wygranym 3:1 pojedynku przeciwko Słowenii w 53 minucie zastąpił go Jorge Luis Campos. Łącznie w barwach drużyny narodowej Alvarenga zaliczył 21 występów i strzelił dwie bramki.